# 川湯温泉駅
川湯温泉駅（かわゆおんせんえき）は、北海道川上郡弟子屈町川湯駅前1丁目にある、北海道旅客鉄道（JR北海道）釧網本線の駅。駅番号はB66。事務管理コードは▲111611。

## 歴史

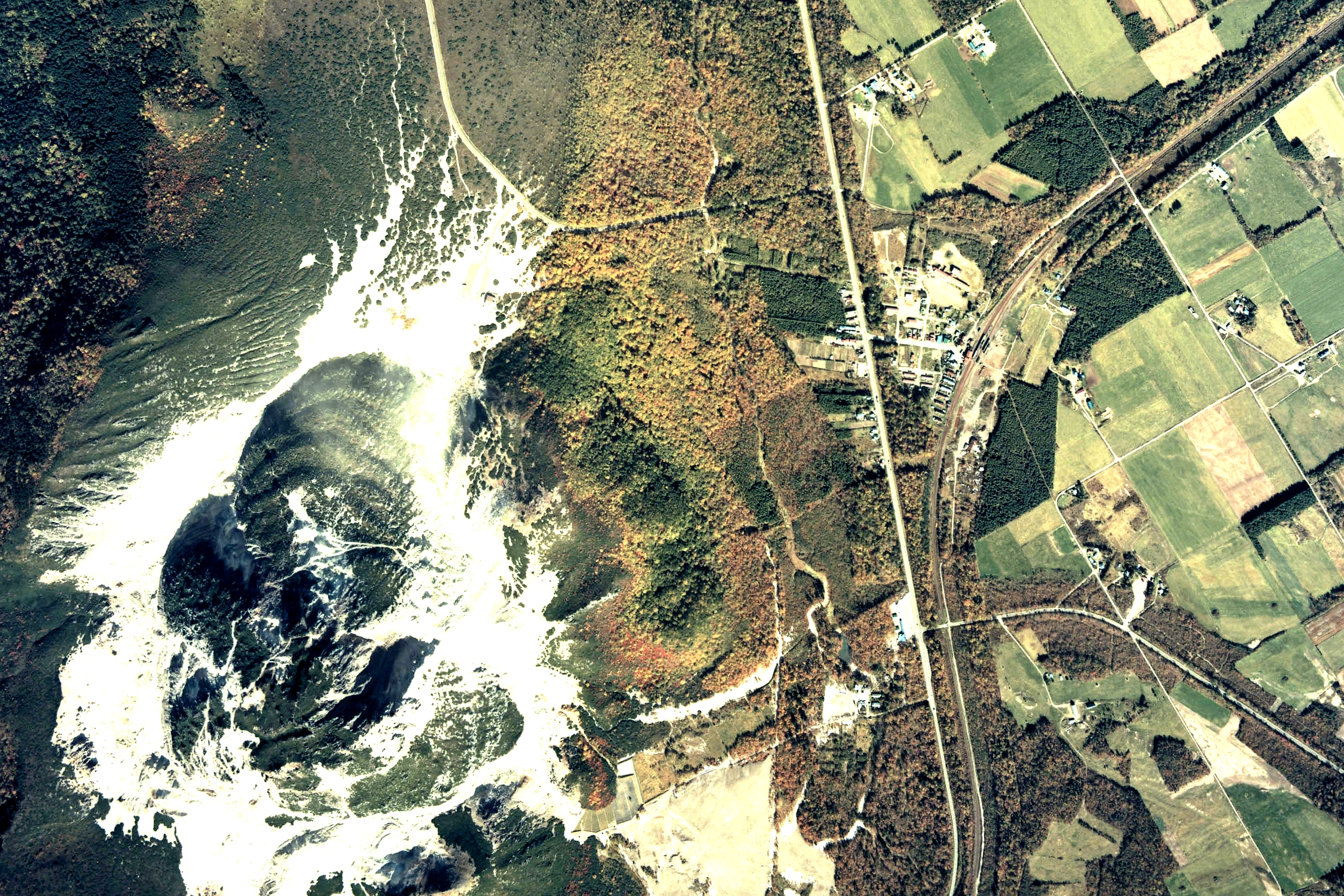
1977年の川湯駅と周囲約2 km×3 km範囲。右上が網走方面。左にアトサヌプリ（硫黄山）が控える。川湯温泉街は左上方向の、駅から約3 kmのところにある。
駅はカーブ状の少しずれた形の相対式ホーム2面2線と駅裏側に副本線など貨物線が2本、駅舎横の網走側に貨物ホームと引込み線2本を有する。駅裏の釧路側にあるストックヤードにはかつて木材が野積みされていた時期もあったが、すでにほとんど使用されていない。
写真中央付近から森林の中を山裾に添ってカーブして下へ向かう筋状の細い道は、明治時代の釧路鉄道の軌道跡。

- 1930年（昭和5年）8月20日：国有鉄道の川湯駅として開業[2][3][4]。一般駅[5]。
- 1936年（昭和11年）9月25日：駅舎改築[6]。
- 1968年（昭和43年）7月16日：緑駅間の蒸気機関車補機運用のための転車台が使用休止[7]。
- 1979年（昭和54年）7月15日：貨物扱い廃止[8]。
- 1984年（昭和59年）2月1日：荷物扱い廃止[9]。
- 1986年（昭和61年）11月1日：駅員配置終了[10]。簡易委託化。
- 1987年（昭和62年）
  - 4月1日：国鉄分割民営化によりJR北海道に継承[5]。
  - 4月10日：駅事務室・貴賓室を改装しレストラン「オーチャードグラス」開業。
- 1988年（昭和63年）3月13日：川湯温泉駅に改称[4]。
- 1995年（平成7年）3月2日：簡易委託廃止、完全無人化。

### 駅名の由来
地名より。アイヌ語で「熱い（＝温泉）・川」を表す「セセㇰペッ (sesek-pet)」の意訳である。1988年（昭和63年）3月13日には「温泉のイメージアップを生かすため」として「温泉」を追加して改名した。

## 駅構造
摩周駅が管理する無人駅で、相対式ホーム2面2線をもつ地上駅である。かつては単式ホーム・島式ホーム混合の2面3線を持っていたが、駅舎から遠い3番線は現在は使用されず除雪車両や工事車両の留置に使用されている。ホームの移動は構内踏切を利用する。構内には側線や車庫もあり、主に冬季の除雪用モーターカーを収納するために設けられている。
駅舎は木造駅舎で、イチイの丸太を活用したハーフティンバー様式の山小屋風の造りであり、付近に御料地があったため駅舎内には貴賓室を設置していた。現在は旧事務室と合わせてレストラン「オーチャードグラス」として改修の上営業されている。
また、駅本屋に隣接して足湯が設けられている。もとはトイレとして建設された建物であったが、駅前に新トイレが完成した際に、ログハウス調の外観を活かして改修・転用された。

### のりば
| 番線 | 路線      | 方向 | 行先     | 備考     |
| ---- | --------- | ---- | -------- | -------- |
| 1    | ■釧網本線 | 上り | 網走方面 |          |
| 1    | ■釧網本線 | 下り | 釧路方面 | 当駅始発 |
| 2    | ■釧網本線 | 下り | 釧路方面 |          |

釧路発18時台の最終は当駅止まりでそのまま折り返しの釧路行きになる。朝の始発は摩周駅から回送される。

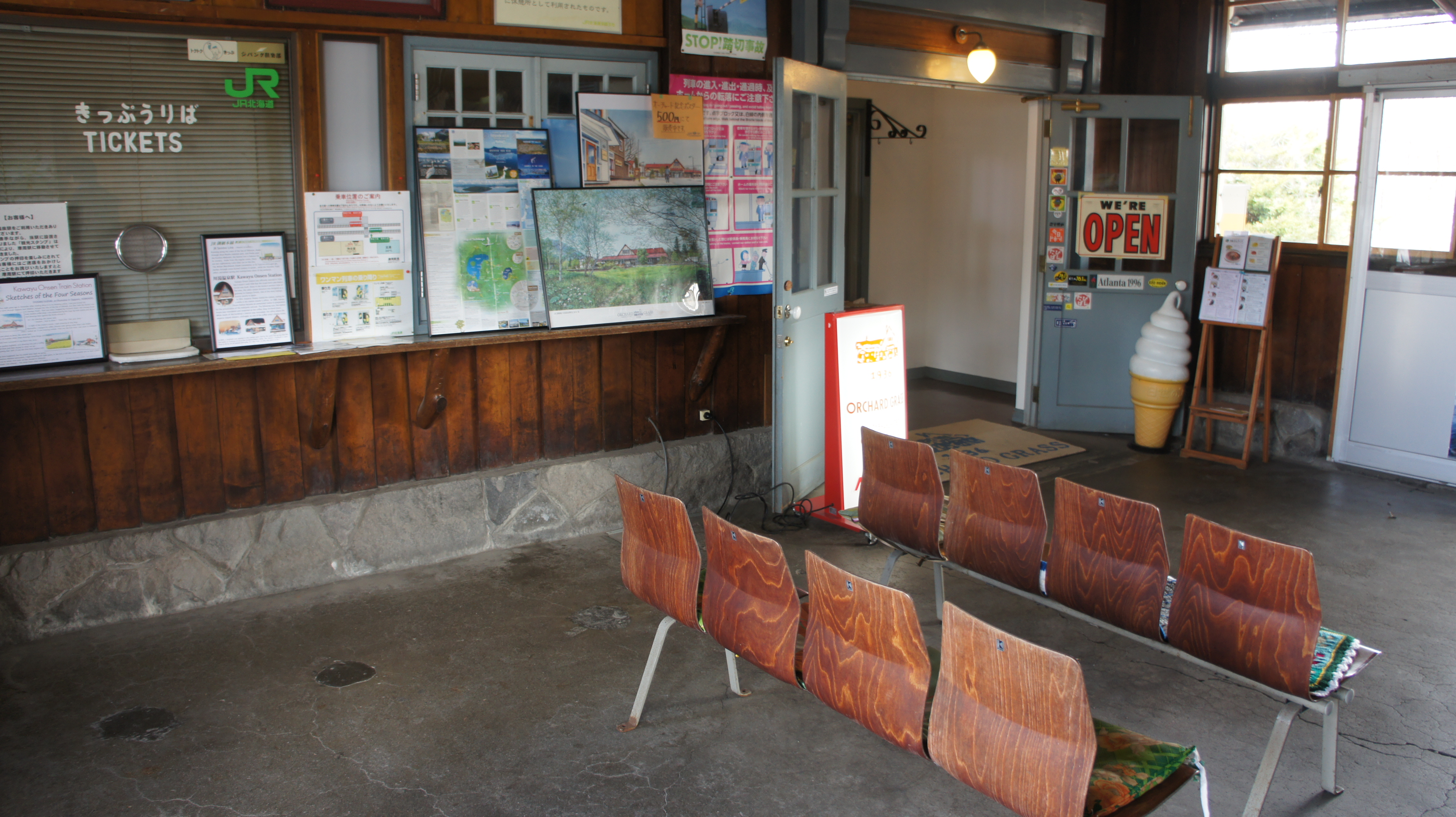
待合室（2018年5月）
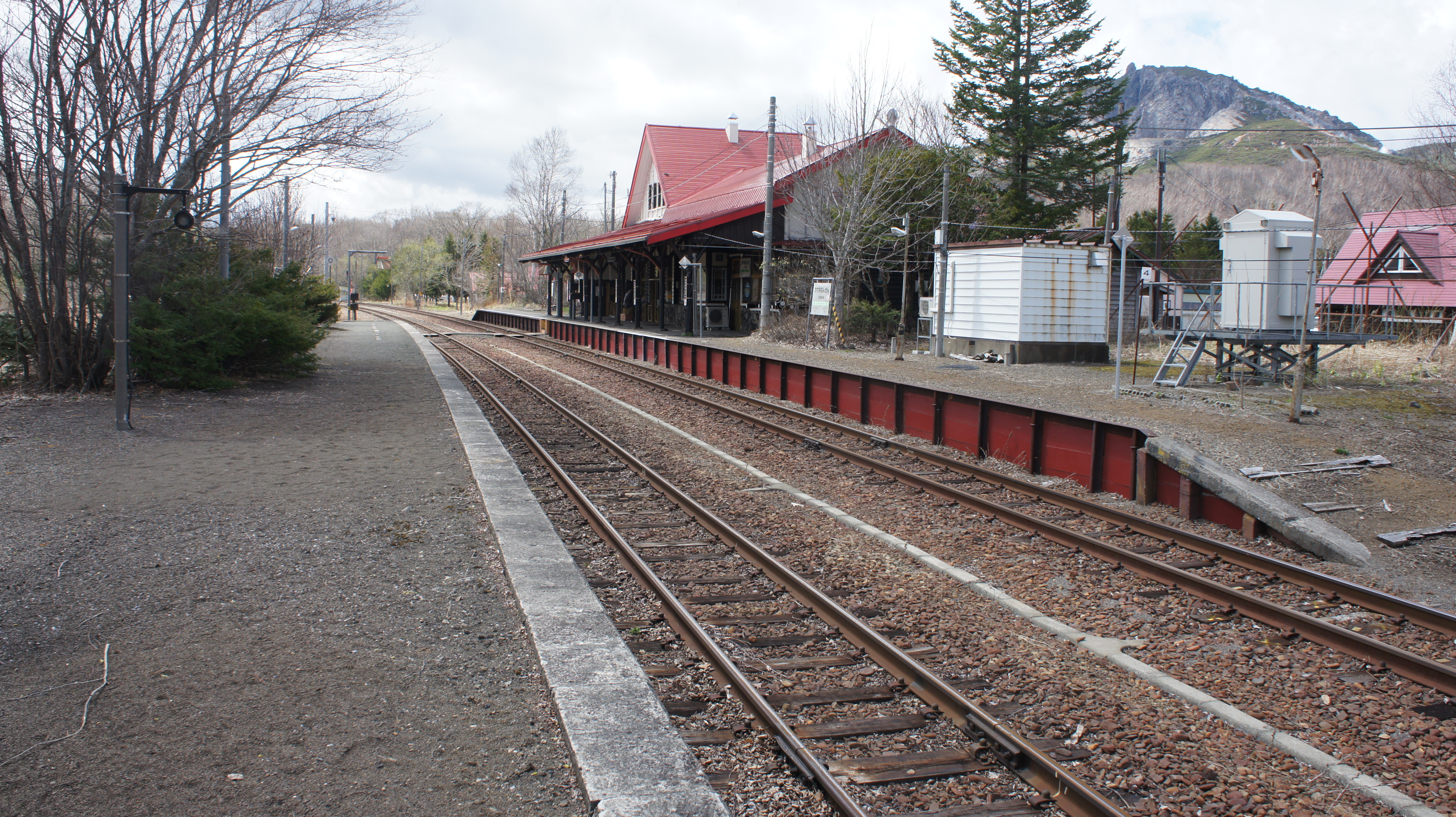
ホーム（2018年5月）
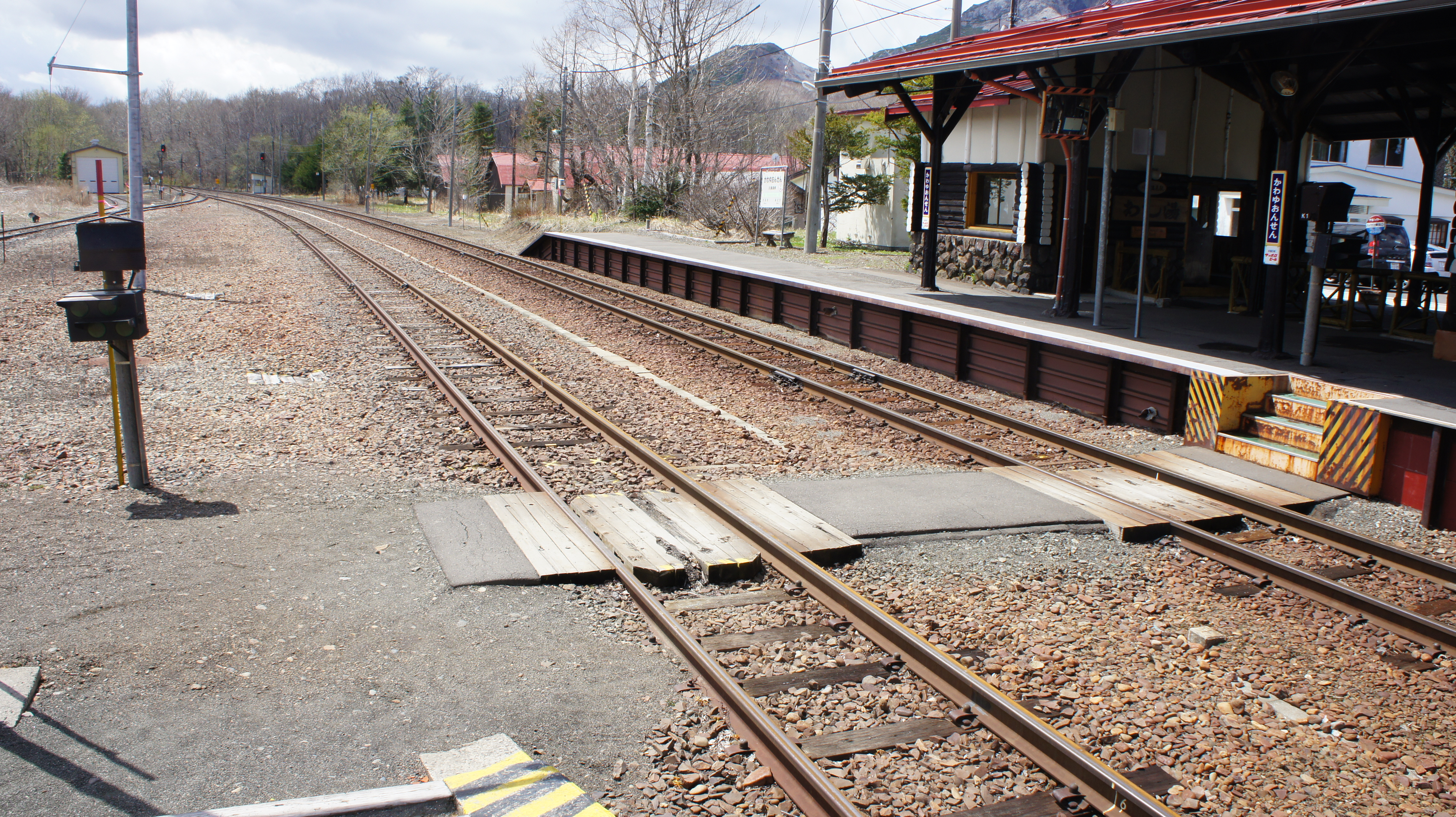
構内踏切（2018年5月）
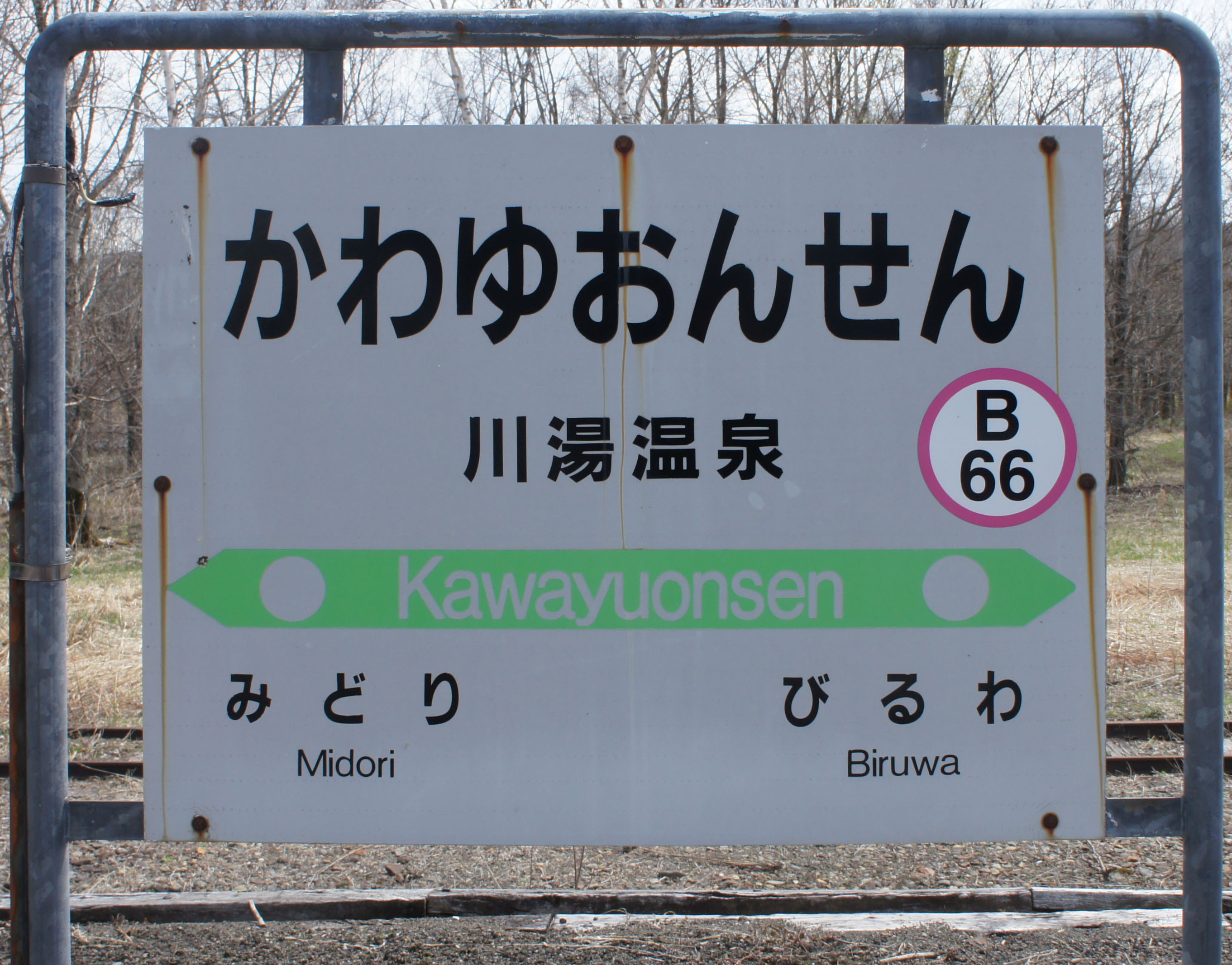
駅名標（2018年5月）
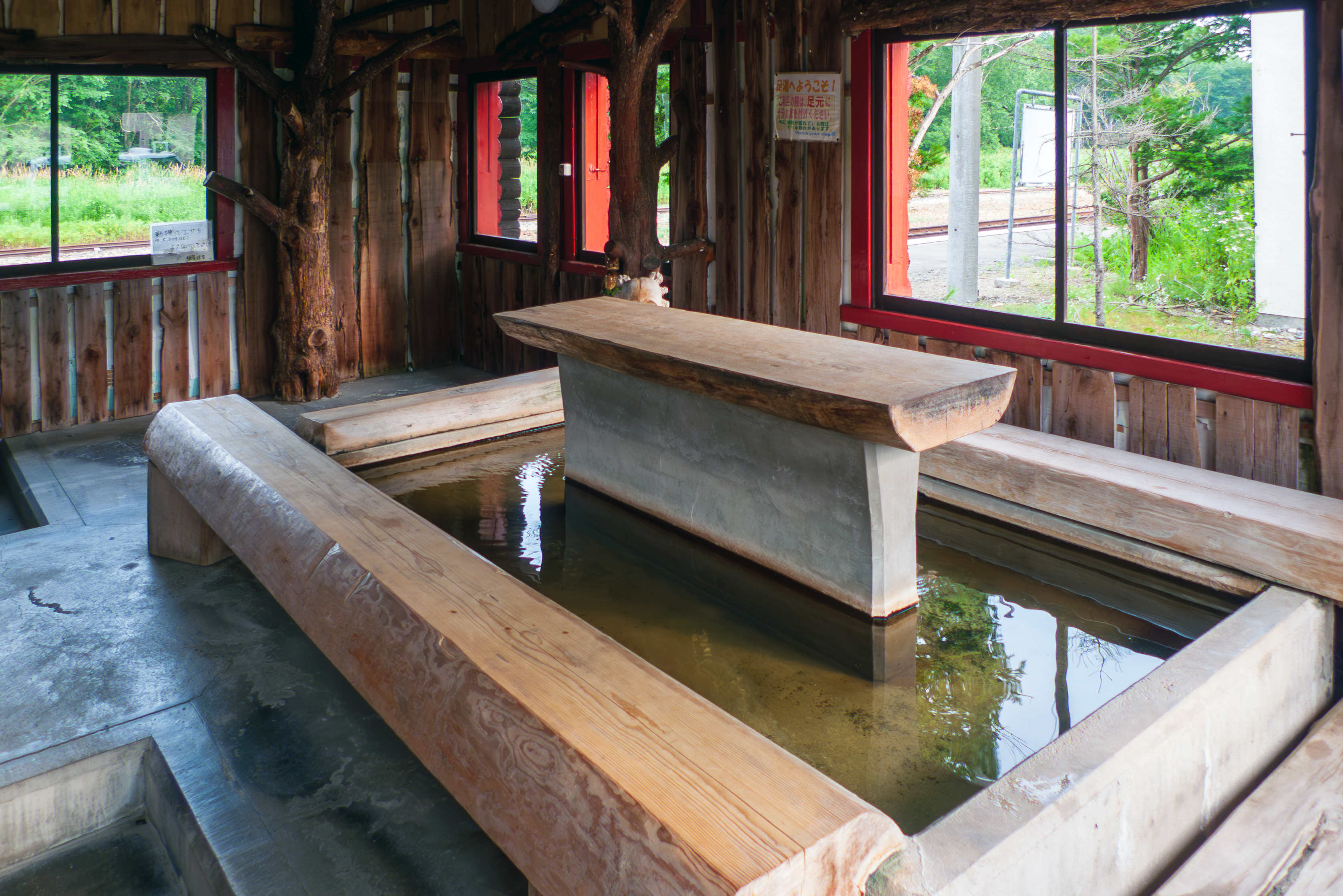
足湯（2015年7月）
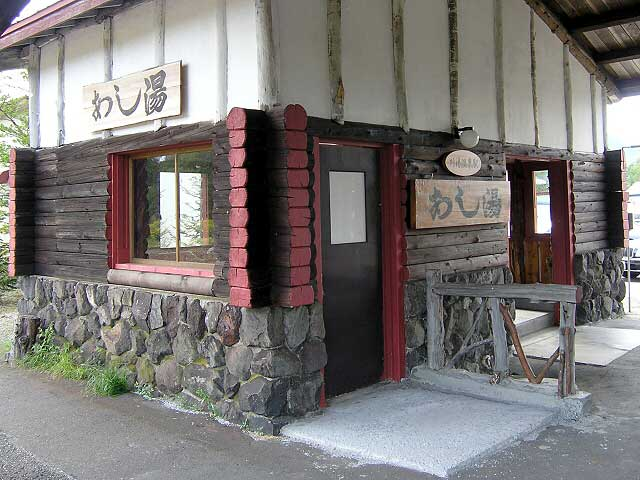
足湯外観（2004年10月）

## 利用状況
乗車人員の推移は以下のとおり。年間の値のみ判明している年については、当該年度の日数で除した値を括弧書きで1日平均欄に示す。乗降人員のみが判明している場合は、1/2した値を括弧書きで記す。
また、「JR調査」については、当該の年度を最終年とする過去5年間の各調査日における平均である。
| 年度               | 乗車人員 | 乗車人員 | 乗車人員 | 出典       | 備考 |
| 年度               | 年間     | 1日平均  | JR調査   | 出典       | 備考 |
| ------------------ | -------- | -------- | -------- | ---------- | ---- |
| 1978年（昭和53年） |          | 186      |          | [ 14 ]     |      |
| 2016年（平成28年） |          |          | 12.2     | [ JR北 1 ] |      |
| 2017年（平成29年） |          |          | 10.8     | [ JR北 2 ] |      |
| 2018年（平成30年） |          |          | 13.4     | [ JR北 3 ] |      |
| 2019年（令和元年） |          |          | 12.8     | [ JR北 4 ] |      |
| 2020年（令和02年） |          |          | 12.2     | [ JR北 5 ] |      |
| 2021年（令和03年） |          |          | 13.4     | [ JR北 6 ] |      |
| 2022年（令和04年） |          |          | 13.0     | [ JR北 7 ] |      |
| 2023年（令和05年） |          |          | 12.0     | [ JR北 8 ] |      |

## 駅周辺
温泉街は駅から4 kmほど離れた位置にあり、早朝と夜間を除き列車と接続してバスが運行される。当駅は阿寒摩周国立公園の玄関口でもある。
- 北海道道422号川湯停車場線
- 川湯駅前簡易郵便局
- 国道391号
- 川湯温泉
- 硫黄山
- 大鵬相撲記念館（旧川湯相撲記念館）
- 屈斜路湖
- 阿寒バス「川湯駅前」停留所[16]

## 隣の駅
北海道旅客鉄道（JR北海道）
■釧網本線
緑駅 (B67) - 川湯温泉駅 (B66) - 美留和駅 (B65)

## バス路線
大鵬相撲記念館前(川湯温泉)、摩周営業所 行 [阿寒バス]

### JR北海道
1. ↑  「釧網線（東釧路・網走間）」（PDF）『線区データ（当社単独では維持することが困難な線区）』、北海道旅客鉄道、2017年12月8日。オリジナルの2017年12月9日時点におけるアーカイブ。2017年12月10日閲覧。
2. ↑  「釧網線（東釧路・網走間）」（PDF）『線区データ（当社単独では維持することが困難な線区）(地域交通を持続的に維持するために)』、北海道旅客鉄道株式会社、3頁、2018年7月2日。オリジナルの2018年8月19日時点におけるアーカイブ。2018年8月19日閲覧。
3. ↑  “釧網線（東釧路・網走間）” (PDF). 線区データ（当社単独では維持することが困難な線区）(地域交通を持続的に維持するために).   北海道旅客鉄道. p. 3 (2019年10月18日). 2019年10月18日時点のオリジナルよりアーカイブ。2019年10月18日閲覧。
4. ↑  “釧網線（東釧路・網走間）” (PDF). 地域交通を持続的に維持するために > 輸送密度200人以上2,000人未満の線区（「黄色」8線区）.   北海道旅客鉄道. p. 3 (2020年10月30日). 2020年11月2日時点のオリジナルよりアーカイブ。2020年11月2日閲覧。
5. ↑  “駅別乗車人員  特定日調査（平日）に基づく” (PDF).   北海道旅客鉄道. 2022年8月3日時点のオリジナルよりアーカイブ。2022年8月14日閲覧。
6. ↑  “駅別乗車人員  特定日調査（平日）に基づく” (PDF).   北海道旅客鉄道. 2022年9月3日時点のオリジナルよりアーカイブ。2022年9月3日閲覧。
7. ↑  “駅別乗車人員  特定日調査（平日）に基づく” (PDF).   北海道旅客鉄道. 2023年11月10日時点のオリジナルよりアーカイブ。2023年11月10日閲覧。
8. ↑  “駅別乗車人員  特定日調査（平日）に基づく”.   北海道旅客鉄道 (2024年). 2024年9月9日時点のオリジナルよりアーカイブ。2024年9月9日閲覧。